# Zdenka Marie Nováková
Zdenka Marie Nováková (* 20. listopadu 1939 Jičín) je česká architektka a malířka, která na uměleckou scénu vstoupila v šedesátých letech dvacátého století. Širší veřejnosti je známa jako autorka souboru budov Chemapol-Investa v Praze. Budova je dnes považována za jednu z klíčových staveb šesté dekády.. Je autorkou řady dalších studií, projektů a realizovaných architektonických návrhů, „v nichž se zaměřuje na čistou, jednoduchou koncepci se zdůrazněním významu výtvarného detailu a celkové harmoničnosti vytvářeného prostředí“. Příkladem je tak významná realizace jako je Památník českého státu v interiéru Rotundy Sv. Jiří na hoře Říp (1979) nebo řešení interiéru přesunutého kostela Nanebevzetí panny Marie v Mostě s expozicí starého severočeského umění (dvě mezinárodní uznání a domácí cena Ministra kultury ČSR, 1988–1989). Kromě tvůrčí práce se věnovala práci pedagogické. V roce 1981 byla jako první žena v dějinách Akademie výtvarných umění jmenovaná docentkou.
Souběžně s architektonickou tvorbou rozvíjí svébytné malířské dílo, které je zastoupeno v předních galeriích a sbírkách České a Slovenské republiky i v zahraničí. Ve svých obrazech se nezabývá, jak by se dalo očekávat, architektonickými motivy, ale důsledně odděluje své čistě malířské vidění od světa architektury. Vychází především z přírody a hudby či tance. Jako malířka se zabývá rozsáhlými cykly, jež se utváří v průběhu let. 

## Život
Narodila se 20. listopadu 1939 v Jičíně (rodné jméno Zdenka Marie Smítková), kde vystudovala Jedenáctiletou střední školu (dnes Lepařovo gymnázium). Následná studia na Fakultě architektury ČVUT v Praze zakončila v roce 1963 státní závěrečnou zkouškou. Poté pracovala v ateliéru architekta Karla Pragera v Krajském projektovém ústavu v Praze. V témže roce získala (se spoluautorkou Dagmar Šestákovou) 1. cenu v soutěži na budovu Energetiky v Praze Vršovicích. Soutěžní návrh a následný projekt (1965–1967) byl vybrán pro stavbu budov zahraničního obchodu Chemapol-Investa na tomtéž pozemku. V roce 1966 v konkurzu byla přijata na Fakultu architektury ČVUT v Praze jako asistentka profesora Františka Cubra a při přípravě návrhů na EXPO 67 v Montrealu v témže roce začala její dlouhodobá spolupráce s ním nejen v pedagogické, ale i v tvůrčí práci. V roce 1968 s ním přestoupila na školu architektury pražské Akademie výtvarných umění, kde pak působila do roku 1990. V létech 1966–1970 pracovala na projektu souboru interiérů stavby Chemapol-Investa. Byla to první stavba realizovaná v Československu ve spolupráci s italskou dodavatelskou firmou FEAL. Architektonická koncepce paláce v zahradě s terasovým řešením parteru, v té době ojedinělá, byla řešena jako individuální autorský celek včetně souboru reprezentativních interiérů a exteriérů. Architekturu dotvářela díla soudobých předních výtvarných umělců (Ivan Waulin, Miloslav Chlupáč, Věra Janoušková, Jiří John, Zdeněk Palcr, Alois Fišárek a celá řada dalších) na základě prostorové, výtvarné koncepce Zdenky Novákové.
V roce 1974 získala Zdenka Nováková 1. cenu v architektonické soutěži na Památník českého státu v rotundě Sv. Jiří na hoře Říp (v roce 1979) byl realizovaný Památník slavnostně otevřen za přítomnosti ministra kultury ČSR). V létech 1970–1976 spolupracovala, kromě svých dalších architektonických zakázek, též na projektech s Františkem Cubrem, zejména na expozici Národní galerie v Jiřském klášteře na Pražském hradě či při řešení interiérů hotelu Intercontinental v Praze. Po smrti Františka Cubra (1976) pokračovala na dokončení expozice v Jiřském klášteře a doplňujících instalacích Národní galerie (1976–1986). V roce 1981 byla jmenována docentkou na AVU na základě obhájené habilitační práce ("Výtvarné dílo v soudobé tvorbě prostředí“).
Od roku 1981 vystavuje své malby. V roce 1983 byla pověřena vypracováním scénáře využití přesunutého děkanského kostela v Mostě, poté (1985–1988) pokračovala projektem výtvarně prostorového řešení interiéru v podobě galerijní expozice starého severočeského umění. Po realizaci projektu a otevření kostela za tuto práci získala dvě mezinárodní uznání (nominaci a první místo v kategorii Public Interiors v mezinárodní soutěži IDIA, Londýn,1989  a Diplom mezinárodního shromáždění architektů v Praze, 1989) a domácí Cenu Ministra Kultury ČSR, 1988. V létech 1988–1990 se vrací k problematice výtvarných aspektů v architektonické tvorbě v disertační práci "Umělecká syntéza v současné české interierové tvorbě" odevzdané a obhájené na Fakultě architektury ČVUT (1994). V létech 1991–1996 působila jako vedoucí katedry architektury na Soukromé škole uměleckého designu v Praze. Od roku 1997 pracuje na Katedře architektury Stavební fakulty ČVUT v Praze. Za uměleckou činnost byly jí v roce 2002 uděleny dvě ceny: Cena Masarykovy akademie umění a Evropská medaile Franze Kafky. Její dílo je zastoupeno v mezinárodním archivu žen – architektek ve Virginii, USA (IAWA), v archivu Národní galerie v Praze, v archivu Uměleckoprůmyslového muzea v Praze. Je zastoupena ve Slovníku českých a slovenských výtvarných umělců, Výtvarné centrum Chagall, Ostrava. Je členkou České komory architektů, Asociace interierových architektů, Unie výtvarných umělců, Jednoty umělců výtvarných. V roce 2018 získala Cenu Jože Plečnika za celoživotní přínos české architektuře. Průběžně vystavuje své malby na výstavách kolektivních i samostatných. Pokračuje v pedagogické práci.

## Výstavy
Zúčastnila se řady prestižních výstav v rámci kolektivů Akademie výtvarných umění, Svazu českých architektů, Českého fondu výtvarných umění, Asociace interierových architektů, Maloskalských výtvarných umělců, Jednoty umělců výtvarných, Výtvarných umělců Pojizeří a dalších malířských uskupení. K úspěchům z posledních let patří na příklad první cena v kategorii malba v mezinárodní soutěži Accademia Internazionale "Il Convivio", Castiglione di Sicilia (2009), Nejvyšší ocenění parlamentu města Porto Sant Elpidio na XI. mezinárodním festivalu výtvarného umění (2010). V roce 2014 získala Cenu kritiky v mezinárodní malířské soutěži „PERLA DELL' ADRIATICO“, Grottammare, kde její obrazy byly vybrány pro následnou prestižní výstavu PREMIO CITTA ´MONTECOSARO, pořádanou za patronace prezidenta Italské republiky. Uspořádala přes čtyřicet samostatných malířských výstav, k těm posledním patří výstavy v Nové síni v Praze (2016), v Pojizerské galerii v Semilech (2017), v Rabasově galerii v Rakovníku (2019) a v Oblastní galerii Liberec (2022—2023).